# Chargé de mission
En France, un chargé de mission est un salarié ou un fonctionnaire recruté par une administration ou une entreprise pour traiter des tâches définies faisant généralement l'objet d'une description pouvant figurer sur une fiche de poste ou une lettre de mission.

## Dans une représentation diplomatique
Un chargé de mission est le titre d'un type de personnel dans une mission diplomatique, au niveau inférieur à celui d'attaché.
Ce type de poste est généralement créé par une ambassade afin d'entreprendre un projet spécifique diplomatique à l'étranger au nom d'un chef de mission ou de son gouvernement.
Il peut s'agir par exemple de fonctions exercées dans le cadre d'une chancellerie diplomatique ou consulaire, d'un service économique et commercial ou d'un service de coopération et d'action culturelle,.